# Dennis Egberths första
Dennis Egberths första (deutsch Dennis Egberths erstes) ist das Debütalbum von Dennis Egberth. Die im Frühjahr 2020 im Örnsberg Musikstudio und Tropiska Föreningen, Stockholm, entstandenen Aufnahmen erschienen als Langspielplatte und als Download im Juni 2021 auf dessen Label DEg.

## Hintergrund
Als junger Vater nutzte Dennis Egberth im August 2018 den Schlaf seines Kleinkinds, um in einem Vorort von Stockholm auf seinem Klavier zu komponieren. Er spielte ganz leise Klavier, um niemanden aufzuwecken, und schon bald entstanden sieben Kompositionen. Das Ergebnis ist u. a. das wiegenliedartige Stück „180908“. Zu dem Album trugen die Geigerin Katt Hernandez, der Klarinettist Isak Hedtjärn, der Pianist Johan Graden und der Bassist Vilhelm Bromander bei. Dennis Egberths första habe ein abwechslungsreiches Programm, notierte Eyal Hareuveni; das Album beginnt mit der kammermusikalisch swingenden Melodie von „Palo Santo“, bewegt sich zum romantischen Volkslied „Syrinx“ und lege sich bei „Magenta“ auf einen hypnotisch-meditativen Groove fest. Das folgende „Sjösabrinken“ verwendet erweiterte Bogen- und Atemtechniken von Hernandez und Hedtjärn; „Leijona“ ist ein verspielte Lied, was „Lophorina“ fortsetzt. Das letzte Stück „180908“ hat wiederum eine atmosphärische kammermusikalische Textur.

## Titelliste
- Dennis Egberth: Dennis Egberths Första (DEg 01)[3]

1. Palo Santo 5:21
2. Syrinx 5:24
3. Magenta 7:21
4. Sjösabrinken 6:19
5. Leijona 3:01
6. Lophorina 4:33
7. 180908 4:09

Die Kompositionen stammen von Dennis Egberth.

## Rezeption

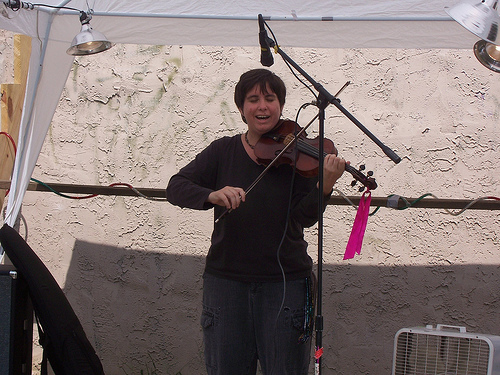
Katt Hernandez bei einem Auftritt im Rahmen einer Veranstaltung des Fire Museum in der Highwire Gallery 2008

Franpi Barriaux schrieb in Citizen Jazz, Dennis Egberth sei einer jener Musiker, bei denen man beim Hören ihres ersten Albums schnell verstehe, was sie darstellen und warum man in Zukunft auf sie zählen kann. Als stilistisch sehr offener Schlagzeuger und Klangkolorist, dessen Hintergrund von Krautrock bis Free Jazz reicht, liefere er mit Första ein sehr kammermusikalisches und traumhaftes Album ab, das an das Universum von Laura Schuller denken lasse; die Anwesenheit der Geigerin Katt Hernandez, aber auch des Klarinettisten Isak Hedtjärn habe zweifellos viel damit zu tun, ebenso wie die Süße, die ein Stück wie „Syrinx“ gewinne. Die Klangfarben dieser beiden Musiker ähnelten der Stimme und der Austausch sei ruhig, zumal das Schlagzeugspiel so eingesetzt werde, dass es den Austausch und die Dialoge unterstreiche. Insgesamt habe das Album eine flauschige Atmosphäre voller Überraschungen, wie etwa dieses wiegenliedartige „180908“. Mit Dennis Egberth könne man einen sensiblen Musiker mit überbordender Fantasie entdecken; ein Name, den man sich merken sollte.
Das Resultat dieser anderthalb Jahre Kreativität [in denen Egberth die Stücke komponiert hat] stimuliere seine intellektuell-emotionale Kernkompetenz, stellt Ian Ward in UK Vibe fest. Es sei zwar komponierte Musik, aber sie habe einen improvisatorischen Sprudel. Klanglich könne man es als ein akustisches Treffen von Don Byron Anfang/Mitte der 1990er-Jahre und Devin Brahja Waldman heute beschreiben – klanglich stark wie Brahja, mit der Haltung Byrons, die die Avantgarde Anfang/Mitte des 20. Jahrhunderts aufnehme. Es sei ein Album für heute, das aber viel von gestern aufgesogen hat. „Es ist durchdacht und intelligent, aber keineswegs frei von saftigem Nervenkitzel. Es wirft orchestralen Avantgardismus und Free Jazz über den Haufen, liefert ihn aber mit zugänglicher Musique d’ameublement und europäischer Folksensibilität.“ Und es erzähle menschliche Geschichten über gelebte Erfahrungen; „Geschichten, die wir für uns selbst, über uns selbst oder vielleicht andere umschreiben sollen.“
Egberth würde seinen vielseitigen Musikgeschmack in sein Debütalbum einbringen, schrieb Eyal Hareuveni (Salt Peanuts); diese Kompositionen zeichneten eine farbenfrohe und optimistische Atmosphäre aus, in der «ein traumhafter Schimmer, in den sowohl Fabelwesen und Paradiesvögel als auch Lakritzpastillen passen», wie der Musiker dies ausdrücke. Seine Musik bewege sich frei zwischen Free Jazz und schwedischen Volksliedern und greife sogar auf zeitgenössische Musik zurück. Schließlich würde Egberths Musik stark von der Gesellschaft von gleichgesinnten, genreübergreifend arbeitenden Musikerkollegen profitieren.
Peter Bornemar (Lira.se) schrieb, dies sei ein Album, auf dem sich Kunstmusik, Improvisation und spiritueller Free Jazz zu einer faszinierenden Mischung vermischen, bei der auch gewisse Züge der Volksmusik zu spüren sind. Bei der Musik hätten alle den gleichen Spielraum, die vollständig kollektiv dargeboten wird – obwohl alle sieben Kompositionen auf dem Album Egberth als Autor nennen. Das Gefühl, eine so ätherische wie organische Welt zu betreten, in der sich Geräusche ständig treffen und mahlen, ist ständig präsent und wird besonders von Songs wie „Syrinx“ mit seinen Merkmalen schwedischer Volkslieder mit seltsamem Knurren oder „Magenta“ mit seinen starken Assoziationen zu Alice Coltrane ausgelöst, die vertrackt melodiöse „Leijona“ mit einem köstlichen Duett aus Klarinette und Violine und das lyrisch klaviergesättigte „180908“, wo die Assoziationen manchmal bei Arvo Pärt landen. Eine raumerschütternde und abwechslungsreiche Klangwelt ziehe sich wie ein roter Faden durch die geheimnisvoll wohlklingende Musik.